# Bloomsbury Publishing
Bloomsbury Publishing es una casa editorial independiente, asentada en Londres en el Reino Unido, conocida por sus novelas literarias. Fue nombrada "editorial del año" en 1999 y 2000. El crecimiento de Bloomsbury durante los últimos años se ha debido principalmente a la serie de novelas de Harry Potter, de la escritora J. K. Rowling.
La empresa fue fundada en el año 1986, por Nigel Newton, que anteriormente había sido empleado de otras empresas de la industria editorial. Fue puesta a flote como una empresa pública certificada en el año 1995, encumbrando 5,5 millones de libras esterlinas, capital que fue usado para financiar la extensión de la empresa en libros de tapa blandas y en libros infantiles. Una emisión gratuita de acciones en partes en 1998 hizo que la empresa se encumbrara a un capital de 6,1 millones de libras netos, que fueron usados para expandir la empresa, en particular para comprar sucursales estadounidenses. En 2000, Bloomsbury adquirió A&C Black Plc, y en 2002 adquirió Whitakers Almanack. Esta fue seguida de otras adquisiciones menores. En 2007, Bloomsbury publicó Bloomsbury 21, una serie de publicaciones de 21 de sus libros más populares, con la excusa de celebrar su 21 aniversario.

## Sellos
- A & C Black
  - Christopher Helm Publishers
  - Pica Press
  - T & A D Poyser
- Berlin Verlag
- Bloomsbury
- Bloomsbury USA
- Walker & Company

## Autores publicados
- Margaret Atwood
- John Berger
- Benjamin Cheever
- Susanna Clarke
- Nora Ephron
- Carlos Fuentes
- William Goldman
- Nadine Gordimer
- David Halberstam
- Patricia Highsmith
- JT LeRoy
- Jay McInerney
- Bahiyyih Nakhjavani
- Michael Ondaatje
- J. K. Rowling
- Angie Sage
- Edward Said
- Ben Schott
- Hunter S. Thompson
- Lord Whimsy
- Mark Walden
- Neil Gaiman
- Sarah J. Maas